# 핀들레이 대학교
핀들레이 대학교(University of Findlay, UF)는 미국 오하이오주 핀들레이에 위치한 사립 기독교 대학이다. 1882년에 갓 제너럴 콘퍼런스의 교회들과 핀들레이시의 합동 파트너십을 통해 1882년 설립되었다. 이 학교는 약 80개의 학사 프로그램, 11개의 석사 학위 및 5개의 박사 학위 프로그램을 제공하고 있다. 약 35개국의 약 4,200명의 학생이 등록해 있다. 약 1,250명의 학생들이 대학 기숙사 내 캠퍼스에 거주한다. 메인 캠퍼스 면적은 31헥타르에 이른다.